# سومیوکی کوتانی
سومیوکی کوتانی (انگلیسی: Sumiyuki Kotani; ۳ اوت ۱۹۰۳ – ۹ اکتبر ۱۹۹۱) کشتی‌گیر و جودوکار اهل ژاپن بود.